# 보거다펑
보거다펑(중국어 간체자: 博格达峰, 정체자: 博格達峰, 병음: Bógédá fẽng)은 톈산산맥 동쪽의 봉우리이다.